# 大野原站

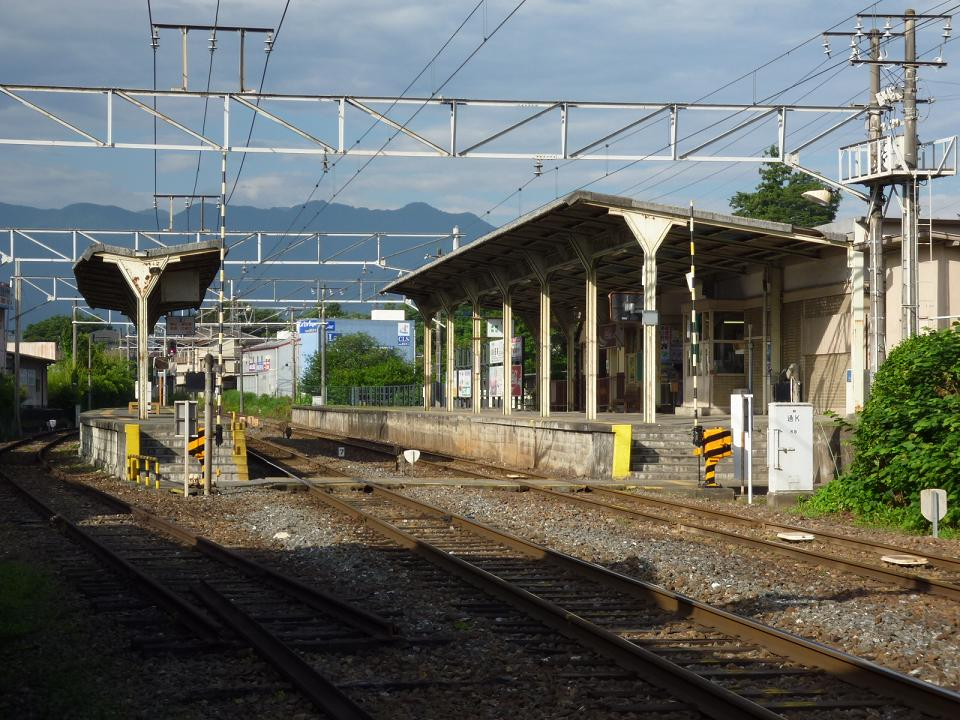
月台全景(2011年6月)

大野原站（日语：／ Ōnohara eki */?）是位於埼玉縣秩父市大野原306番2號，秩父鐵道的秩父本線車站。

## 歷史
- 1914年（大正3年）10月27日 - 車站啟用。

## 車站構造
此站是地面車站，設有1面1線的單式月台和1面2線的島式月台。此站是由秩父站管理的業務委託車站。車站職員當值時間為平日7:00～20:00，和星期六日7:00～19:00。站房位於車站西邊，1號月台側。與2號月台和3號月台島式月台之間設有站內平交道連接。3號月台的路軌與下行本線分支點斷開了，因此該月台沒有列車使用。在檢票口內設有廁所（濕廁與設有多功能廁所）

### 月台
| 月台 | 路線    | 方向                                              |
| ---- | ------- | ------------------------------------------------- |
| 1    | ■秩父線 | 長瀞、寄居、熊谷、行田市、羽生方向                |
| 2    | ■秩父線 | 秩父、三峰口方向 ■西武線直通 飯能、所澤、池袋方向 |

曾經此站設有連接秩父水泥秩父第二工場（現時：秩父太平洋水泥秩父工場），運送石灰石專用的側線（貨物線）。該側線設有電氣機車運送貨物列車離開工場，並在此站進行替換作業。另外，該同工場鄰接武州原谷站（貨運車站），現時仍然運送石灰石。

## 使用狀況
- 在2018年度1日平均乘車人次為569人[1]。

| 年度               | 1日平均 乘車人次 |
| ------------------ | ---------------- |
| 2009年（平成21年） | 589              |
| 2010年（平成22年） | 558              |
| 2011年（平成23年） | 560              |
| 2012年（平成24年） | 599              |
| 2013年（平成25年） | 622              |
| 2014年（平成26年） | 623              |
| 2015年（平成27年） | 610              |
| 2016年（平成28年） | 590              |
| 2017年（平成29年） | 588              |
| 2018年（平成30年） | 569              |

以下為1974～1998年度的上下車人次變化。
| 年度               | 一年總 乘車人次 | 一年總 下車人次 |
| ------------------ | --------------- | --------------- |
| 1974年（昭和49年） | 697,651         | 682,104         |
| 1975年（昭和50年） | 670,631         | 658,807         |
| 1976年（昭和51年） | 622,506         | 606,772         |
| 1977年（昭和52年） | 583,646         | 577,040         |
| 1978年（昭和53年） | 552,176         | 545,084         |
| 1979年（昭和54年） | 531,366         | 517,585         |
| 1980年（昭和55年） | 511,893         | 494,758         |
| 1981年（昭和56年） | 507,461         | 494,029         |
| 1982年（昭和57年） | 453,348         | 446,662         |
| 1983年（昭和58年） | 436,336         | 430,696         |
| 1984年（昭和59年） | 436,409         | 434,042         |
| 1985年（昭和60年） | 452,346         | 450,348         |
| 1986年（昭和61年） | 431,005         | 433,584         |
| 1987年（昭和62年） | 420,290         | 425,630         |
| 1988年（昭和63年） | 424,114         | 427,832         |
| 1989年（平成元年） | 433,492         | 432,509         |
| 1990年（平成2年）  | 448,838         | 452,413         |
| 1991年（平成3年）  | 450,514         | 445,994         |
| 1992年（平成4年）  | 421,958         | 420,386         |
| 1993年（平成5年）  | 406,585         | 398,866         |
| 1994年（平成6年）  | 373,788         | 363,713         |
| 1995年（平成7年）  | 366,634         | 357,142         |
| 1996年（平成8年）  | 337,398         | 341,216         |
| 1997年（平成9年）  | 303,440         | 315,696         |
| 1998年（平成10年） | 301,807         | 300,205         |

## 車站周邊
- 荒川
  - 秩父橋
- 國道140號
- 國道299號（日语：国道299号）
- 埼玉縣道207號大野原停車場線（日语：埼玉県道207号大野原停車場線）
- 秩父大野原郵局
- 原谷高篠出張所（消防署）
- 埼玉縣立秩父農工科學高等學校（日语：埼玉県立秩父農工科学高等学校）
- 埼玉縣立秩父特別支援學校（日语：埼玉県立秩父特別支援学校）
- 愛宕神社
- 聖地公園
- EDION（日语：エディオン）秩父店
- 八百幸（日语：ヤオコー）秩父大野原店（秩父市大野原680番地[3]，2005年8月24日開幕[3]）
- 松本清秩父大野原店

## 巴士路線
| 乘車處     | 乘車處 | 系統   | 主要途經       | 目的地     | 巴士公司     | 備註 |
| ---------- | ------ | ------ | -------------- | ---------- | ------------ | ---- |
| 大野原站前 |        | 原谷線 | 相生町、秩父站 | 西武秩父站 | 西武觀光巴士 |      |
| 大野原站前 |        | 原谷線 | 下宿           | 和銅黑谷站 | 西武觀光巴士 |      |

## 相鄰車站
秩父鐵道
秩父本線
SL「Paleo Express」、急行「秩父路」
通過
普通
和銅黑谷－（（貨）武州原谷）－大野原－秩父

## 注腳
1. ↑  【掲載】０９、運輸・TRANSPORTATION （页面存档备份，存于）（日語）
2. ↑  秩父市誌続編三編集委員会編集『秩父市誌 続編三』575頁、埼玉県秩父市、1990年12月27日。
3. 1 2  “ヤオコー、競合店ベルクの発祥地・秩父に「秩父大野原店」オープン”. 日本食糧新聞(日本食糧新聞社). (2005年8月26日)

## 外部連結
- 車站情報 大野原站（秩父鐵道） （页面存档备份，存于）（日語）